# Angélica Freitas
Angélica Freitas (Pelotas, 8 de abril de 1973) é uma poeta e tradutora brasileira.

## Biografia
Freitas nasceu em Pelotas, no Rio Grande do Sul, em 8 de abril de 1973. Formou-se em jornalismo pela Universidade Federal do Rio Grande do Sul (UFRGS), residindo alguns anos em Porto Alegre. Mudou-se mais tarde para São Paulo, onde trabalhou como repórter para o jornal O Estado de S. Paulo e a revista Informática Hoje. Deixou a capital paulista em 2006, iniciando uma série de passagens e residências temporárias em países como a Holanda, a Bolívia e a Argentina. Atualmente, a poeta vive em Berlim, Alemanha.

## Literatura
Angélica Freitas teve poemas reunidos em livro, pela primeira vez, em uma antologia de poesia brasileira contemporânea publicada na Argentina, intitulada Cuatro poetas recientes del Brasil (Buenos Aires: Black & Vermelho, 2006), organizada e traduzida pelo poeta e crítico argentino Cristian De Nápoli. Nesse mesmo ano, participaria de leituras públicas de seus poemas em São Paulo, na Casa das Rosas, e no Festival de Poesia Latino-americana de Buenos Aires. Sua primeira coletânea de poemas viria com o volume Rilke Shake (São Paulo: Cosac Naify, 2007), que integra a coleção de poesia contemporânea "Ás de colete", dirigida pelo poeta carioca Carlito Azevedo.
Desde então, seus poemas foram traduzidos e publicados na Espanha, México, Estados Unidos, Alemanha e França. Angélica Freitas estava também entre os autores brasileiros convidados para o Festival de Poesia de Berlim (Poesiefestival Berlin), que dedicou sua edição de 2008 à língua portuguesa. Em 2009, leu ainda na Festa Literária Internacional de Paraty (FLIP) e em festivais de Santiago (Chile) e Cidade do México. Seus poemas vêm sendo também publicados em várias revistas impressas e eletrônicas, como Inimigo Rumor (Rio de Janeiro, Brasil), Diário de Poesía (Buenos Aires/Rosário, Argentina), águas furtadas (Lisboa, Portugal), Hilda (Berlim, Alemanha) e Aufgabe (Nova Iorque, Estados Unidos).
Em 2012 seu livro um útero é do tamanho de um punho (também grafado por alguns periódicos com a primeira letra em maiúsculo) alcançou grande sucesso de crítica, sendo finalista em 2013 no Prêmio Portugal Telecom.

## Publicações
Poesia
- Rilke Shake (São Paulo: Cosac Naify, 2007)
- um útero é do tamanho de um punho (São Paulo: Cosac Naify, 2013)
- Canções de atormentar (São Paulo: Companhia das Letras, 2020)

Editoria
- revista Modo de Usar & Co. (Rio de Janeiro: Livraria Berinjela, 2007)
- revista Modo de Usar & Co. 2 (Rio de Janeiro: Livraria Berinjela, 2009)

Antologias
- Cuatro Poetas Recientes del Brasil (Buenos Aires: Black & Vermelho, 2006) - Argentina -  ISBN 9872222320
- Otra línea de fuego: quince poetas brasileñas ultracontemporaneas. Org. Heloísa Buarque de Hollanda. (Diputación Provincial de Málaga, 2009) - Espanha
- VERSSchmuggel / Contrabando de Versos (Berlin: Das Wunderhorn / São Paulo: Editora 34, 2009) - Alemanha
- El libro de los gatos (Buenos Aires: Bajo la Luna, 2009) - Argentina
- A Poesia Andando. 13 poetas do Brasil (Lisboa: Cotovia, 2008) - Portugal
- Skräp-poesi: antología bilingüe en español y sueco (Malmö: ed. POESIA con C, 2008) - Suécia
- Natiunea Poetilor (Suceava: ed. Musatini, 2008) - Romênia
- Poesía-añicos y sonares híbridos. Doce poetas latinoamericanos (Berlin: SuKulTur, 2007) - Alemanha
- Caos Portátil (Ciudad de México: ed. El Billar de Lucrecia, 2007) - México
- Poemas no ônibus (Porto Alegre: Secretaria Municipal da Cultura, 2002) - Brasil - ISBN 393773774X

#### Banda desenhada
- Guadalupe com o ilustrador Odyr Bernardi (Madrid: Distinta Tinta Ediciones, 2019) - España

## Web
- Artigo sobre a poeta no jornal Folha de S. Paulo
- Ensaio da crítica norte-americana Hilary Kaplan sobre Rilke Shake